# Associazione Calcio Novara 1967-1968
Questa pagina raccoglie le informazioni riguardanti l'Associazione Calcio Novara nelle competizioni ufficiali della stagione 1967-1968.

## Rosa
| N. |                   | Ruolo | Calciatore        |
| -- | ----------------- | ----- | ----------------- |
|    | Italia (bandiera) | A     | Enrico Bramati    |
|    | Italia (bandiera) | A     | Giuseppe Broggi   |
|    | Italia (bandiera) | A     | Giampiero Calloni |
|    | Italia (bandiera) | A     | Vittorino Calloni |
|    | Italia (bandiera) | D     | Mauro Colla       |
|    | Italia (bandiera) | D     | Danilo Colombo    |
|    | Italia (bandiera) | A     | Giulio Del Pietro |
|    | Italia (bandiera) | D     | Eugenio Fumagalli |
|    | Italia (bandiera) | C     | Alvaro Gasparini  |
|    | Italia (bandiera) | A     | Renato Gavinelli  |

| N. |                   | Ruolo | Calciatore            |
| -- | ----------------- | ----- | --------------------- |
|    | Italia (bandiera) | P     | Fausto Lena           |
|    | Italia (bandiera) | D     | Franco Magnaghi       |
|    | Italia (bandiera) | D     | Giorgio Miazza        |
|    | Italia (bandiera) | A     | Giorgio Milanesi      |
|    | Italia (bandiera) | P     | Pellegrino Piscitelli |
|    | Italia (bandiera) | A     | Piergiorgio Sartore   |
|    | Italia (bandiera) | D     | Vasco Tagliavini      |
|    | Italia (bandiera) | C     | Celestino Testa       |
|    | Italia (bandiera) | D     | Giovanni Udovicich    |
|    | Italia (bandiera) | C     | Giovanni Vianelli     |

## Risultati

### Serie B

#### Girone di andata
| 10 settembre 1967 1ª giornata | Lecco | 1 – 1 | Novara |  |

| 17 settembre 1967 2ª giornata | Novara | 1 – 1 | Verona |  |

| 24 settembre 1967 3ª giornata | Lazio | 2 – 1 | Novara |  |

| 1º ottobre 1967 4ª giornata | Novara | 2 – 1 | Modena |  |

| 8 ottobre 1967 5ª giornata | Monza | 1 – 1 | Novara |  |

| 15 ottobre 1967 6ª giornata | Novara | 1 – 1 | Perugia |  |

| 22 ottobre 1967 7ª giornata | Venezia | 1 – 1 | Novara |  |

| 29 ottobre 1967 8ª giornata | Novara | 0 – 0 | Potenza |  |

| 5 novembre 1967 9ª giornata | Novara | 0 – 0 | Palermo |  |

| 12 novembre 1967 10ª giornata | Padova | 0 – 0 | Novara |  |

| 19 novembre 1967 11ª giornata | Novara | 3 – 1 | Reggina |  |

| 26 novembre 1967 12ª giornata | Novara | 1 – 0 | Bari |  |

| 3 dicembre 1967 13ª giornata | Messina | 0 – 1 | Novara |  |

| 10 dicembre 1967 14ª giornata | Novara | 0 – 1 | Catania |  |

| 24 dicembre 1967 16ª giornata | Livorno | 1 – 0 | Novara |  |

| 31 dicembre 1967 17ª giornata | Novara | 1 – 1 | Reggiana |  |

| 7 gennaio 1968 18ª giornata | Foggia & Incedit | 3 – 1 | Novara |  |

| 14 gennaio 1968 19ª giornata | Novara | 0 – 0 | Pisa |  |

| 21 gennaio 1968 20ª giornata | Genoa | 2 – 0 | Novara |  |

| 28 gennaio 1968 21ª giornata | Catanzaro | 0 – 0 | Novara |  |

#### Girone di ritorno
| 4 febbraio 1968 22ª giornata | Novara | 1 – 1 | Lecco |  |

| 11 febbraio 1968 23ª giornata | Verona | 3 – 0 | Novara |  |

| 18 febbraio 1968 24ª giornata | Novara | 2 – 0 | Lazio |  |

| 25 febbraio 1968 25ª giornata | Modena | 2 – 1 | Novara |  |

| 3 marzo 1968 26ª giornata | Novara | 1 – 1 | Monza |  |

| 10 marzo 1968 27ª giornata | Perugia | 4 – 2 | Novara |  |

| 17 marzo 1968 28ª giornata | Novara | 1 – 0 | Venezia |  |

| 24 marzo 1968 29ª giornata | Potenza | 1 – 0 | Novara |  |

| 31 marzo 1968 30ª giornata | Palermo | 3 – 0 | Novara |  |

| 7 aprile 1968 31ª giornata | Novara | 0 – 0 | Padova |  |

| 14 aprile 1968 32ª giornata | Reggina | 0 – 0 | Novara |  |

| 21 aprile 1968 33ª giornata | Bari | 1 – 0 | Novara |  |

| 28 aprile 1968 34ª giornata | Novara | 0 – 1 | Messina |  |

| 5 maggio 1968 35ª giornata | Catania | 4 – 1 | Novara |  |

| 19 maggio 1968 37ª giornata | Novara | 3 – 0 | Livorno |  |

| 26 maggio 1968 38ª giornata | Reggiana | 0 – 0 | Novara |  |

| 2 giugno 1968 39ª giornata | Novara | 0 – 0 | Foggia & Incedit |  |

| 9 giugno 1968 40ª giornata | Pisa | 1 – 1 | Novara |  |

| 16 giugno 1968 41ª giornata | Novara | 1 – 1 | Genoa |  |

| 23 giugno 1968 42ª giornata | Novara | 2 – 0 | Catanzaro |  |

## Statistiche

### Statistiche di squadra
| Competizione | Punti | In casa | In casa | In casa | In casa | In casa | In casa | In trasferta | In trasferta | In trasferta | In trasferta | In trasferta | In trasferta | Totale | Totale | Totale | Totale | Totale | Totale | DR  |
| Competizione | Punti | G       | V       | N       | P       | Gf      | Gs      | G            | V            | N            | P            | Gf           | Gs           | G      | V      | N      | P      | Gf     | Gs     | DR  |
| ------------ | ----- | ------- | ------- | ------- | ------- | ------- | ------- | ------------ | ------------ | ------------ | ------------ | ------------ | ------------ | ------ | ------ | ------ | ------ | ------ | ------ | --- |
| Serie B      | 35    | 20      | 7       | 11      | 2       | 20      | 10      | 20           | 1            | 8            | 11           | 11           | 30           | 40     | 8      | 19     | 13     | 31     | 40     | -9  |
| Coppa Italia |       | -       | -       | -       | -       | -       | -       | 1            | 0            | 0            | 1            | 2            | 4            | 1      | 0      | 0      | 1      | 2      | 4      | -2  |
| Totale       |       | 20      | 7       | 11      | 2       | 20      | 10      | 21           | 1            | 8            | 12           | 13           | 34           | 41     | 8      | 19     | 14     | 33     | 44     | -11 |

### Statistiche dei giocatori
| Giocatore     | Serie B  | Serie B | Coppa Italia | Coppa Italia | Totale   | Totale |
| Giocatore     | Presenze | Reti    | Presenze     | Reti         | Presenze | Reti   |
| ------------- | -------- | ------- | ------------ | ------------ | -------- | ------ |
| E. Bramati    | 13       | 2       | -            | -            | 13       | 2      |
| G. Broggi     | 21       | 0       | 1            | 1            | 22       | 1      |
| G. Calloni    | 35       | 6       | 1            | 1            | 36       | 7      |
| V. Calloni    | 34       | 0       | 1            | 0            | 35       | 0      |
| M. Colla      | 22       | 1       | -            | -            | 22       | 1      |
| D. Colombo    | 1        | 0       | -            | -            | 1        | 0      |
| G. Del Pietro | 1        | 0       | -            | -            | 1        | 0      |
| E. Fumagalli  | 40       | 1       | 1            | 0            | 41       | 1      |
| A. Gasparini  | 37       | 2       | -            | -            | 37       | 2      |
| R. Gavinelli  | 32       | 5       | 1            | 0            | 33       | 5      |
| F. Lena       | 39       | -37     | 1            | -4           | 40       | -41    |
| F. Magnaghi   | 10       | 0       | -            | -            | 10       | 0      |
| G. Miazza     | 4        | 0       | -            | -            | 4        | 0      |
| G. Milanesi   | 38       | 6       | 1            | 0            | 39       | 6      |
| P. Piscitelli | 2        | -3      | -            | -            | 2        | -3     |
| P. Sartore    | 22       | 4       | 1            | 0            | 23       | 4      |
| V. Tagliavini | 38       | 0       | 1            | 0            | 39       | 0      |
| C. Testa      | 15       | 0       | 1            | 0            | 16       | 0      |
| G. Udovicich  | 34       | 0       | 1            | 0            | 35       | 0      |
| G. Vianelli   | 3        | 1       | -            | -            | 3        | 1      |